# Santarém (Portugal)
Pour les articles homonymes, voir Santarém.

Le Tage à Santarém.

Santarém est une ville portugaise occupant une colline sur la rive droite du Tage, dans la région du Ribatejo et sous-région de la Lisière du Tage, qui compte 62 200 habitants. Elle est distante de 82 km de Lisbonne.

## Description
Elle est le siège d’une municipalité de 558,29 km2 et de 62 200 habitants (2011), subdivisée en vingt-huit freguesias. La municipalité est limitée au nord par les municipalités de Porto de Mós, Alcanena et Torres Novas, à l'est par la Golegã et par la Chamusca, au sud-est par Alpiarça et par Almeirim, au sud par le Cartaxo, au sud-est par Azambuja, à l’ouest par Rio Maior et au nord-est par Alcobaça.

## Historique
Appelée à l’origine Escálabis (latin : Scallabis) par les Romains, puis Shantarin (شنترين) lors de la période musulmane, elle devint une importante cité-forteresse durant les guerres entre les Maures et les chrétiens. Elle est prise en 1111 par les Almoravides avant d'être définitivement reconquise par les Portugais en 1147.
Au cours d'une expédition contre le Portugal, le deuxième calife almohade Abû Ya'qûb Yûsuf fut mortellement blessé devant Santarém en 1184.
En 1247, une femme aurait subtilisé à Santarém une hostie consacrée qui aurait saigné. Après enquêtes canoniques en 1340 et 1612, l'Église catholique a considéré ce miracle eucharistique authentique. L'hostie est depuis conservée à Santarém dans un reliquaire,.

## Subdivisions administratives
La municipalité de Santarém groupe vingt-huit freguesias :
- Abitureiras
- Abrã
- Achete
- Alcanede
- Alcanhões
- Almoster
- Amiais de Baixo
- Arneiro das Milhariças
- Azoia de Baixo
- Azoia de Cima
- Casével
- Gançaria
- Marvila
- Moçarria
- Pernes
- Pombalinho
- Póvoa da Isenta
- Póvoa de Santarém
- Romeira
- Santa Iria da Ribeira de Santarém
- São Nicolau (Santarém)
- São Salvador (Santarém)
- São Vicente do Paúl
- Salva Terra de Magos
- Tremês
- Vale de Figueira
- Vale de Santarém
- Vaqueiros
- Várzea

## Démographie
| 1801   | 1849   | 1900   | 1930   | 1960   | 1981   |
| ------ | ------ | ------ | ------ | ------ | ------ |
| 37 304 | 15 425 | 41 994 | 54 701 | 63 777 | 62 896 |

| 1991   | 2001   | 2011   | 2021   | - | - |
| ------ | ------ | ------ | ------ | - | - |
| 62 621 | 63 563 | 62 200 | 58 662 | - | - |

| Histogramme de l'évolution démographique de Santarém |
|                                                      |

## Tourisme
- Les Portas do Sol sont les ruines du château qui fut une résidence royale durant le Moyen Âge.
- L’église Notre-Dame de l’ancien collège jésuite (1676) est aujourd'hui la cathédrale du diocèse de Santarém (Catedral Nossa Senhora da Conceiçao).
- L’église gothique du couvent de la Grâce (avec la tombe de Pedro Alvares Cabral qui, dit-on, découvrit le Brésil)
- La plus récente basilique gothique de Saint Jean de Alporão (pt) (ancienne commanderie de l'ordre de Saint-Jean de Jérusalem abritant maintenant le musée municipal de sculpture).

## Économie
Les revenus proviennent de l'industrie des aliments et du tourisme en accroissement. Des dépôts de kaolin proches de Santarém fournissent la matière primaire pour de la poterie.

## Personnalités célèbres
- Ibn Bassam  (Ibn Bassam Al-Shantarini), savant, poète et historien andalou, né à Santarém et mort en 1147, célèbre par son anthologie Dhakhira fî mahâsin ahl al-Gazira (Trésor des bienfaits des peuples de la presqu’ile), une des plus importantes sources d'information historique littéraire et culturelle de l'Al-Andalus

- Manoel Pimenta (1542- v.1603), poète néolatin.
- André Antunes , guitariste
- Mário Viegas, acteur, réalisateur et poète.
- Maria Lamas (1893-1983), écrivaine, journaliste, photographe, militante féministe et antifasciste

## Jumelages
| Ville | Ville      | Pays | Pays     | Période                  |
| ----- | ---------- | ---- | -------- | ------------------------ |
|       | Badajoz    |      | Espagne  |                          |
|       | Grândola   |      | Portugal |                          |
|       | Koekelberg |      | Belgique |                          |
|       | Meknès,    |      | Maroc    | depuis le 2 octobre 1989 |
|       | Santarém   |      | Brésil   |                          |
|       | Târgoviște |      | Roumanie |                          |